# 세계 석유 협의회
세계 석유 협의회 (World Petroleum Council, WPC)는 세계의 석유, 가스 관련 부분을 대표하는 국제 기구이다.
세계 석유 협의회는 1933년에 설립되었으며, 세계 최고의 석유 및 가스 회사들과 관련 협회들이 참여하는 것으로 알려져 있다.

## 세계 석유 회의
세계 석유 협의회는 1933년부터 세계 석유 회의 (The World Petroleum Congress)를 개최했다. 2차 세계대전으로 인해 빠진 14년간을 제외하면 1991년까지는 4년마다 개최되었다. 1991년 이후 2000년까지는 3년마다 개최되었다. 리우데자네이루에서 개최된 2002년 회의 이후 2년마다 개최하려는 움직임이 있었지만, 다시 3년마다 개최되고 있다.
| WPC | 연도 | 개최지           | 개최국           |
| --- | ---- | ---------------- | ---------------- |
| 1   | 1933 | 런던             | 영국             |
| 2   | 1937 | 파리             | 프랑스           |
| 3   | 1951 | 헤이그           | 네덜란드         |
| 4   | 1955 | 로마             | 이탈리아         |
| 5   | 1959 | 뉴욕             | 미국             |
| 6   | 1963 | 프랑크푸르트     | 서독             |
| 7   | 1967 | 멕시코시티       | 멕시코           |
| 8   | 1971 | 모스크바         | 소련             |
| 9   | 1975 | 도쿄             | 일본             |
| 10  | 1979 | 부쿠레슈티       | 루마니아         |
| 11  | 1983 | 런던             | 영국             |
| 12  | 1987 | 휴스턴           | 미국             |
| 13  | 1991 | 부에노스아이레스 | 아르헨티나       |
| 14  | 1994 | 스타방에르       | 노르웨이         |
| 15  | 1997 | 베이징           | 중화인민공화국   |
| 16  | 2000 | 캘거리           | 캐나다           |
| 17  | 2002 | 리우데자네이루   | 브라질           |
| 18  | 2005 | 요하네스버그     | 남아프리카공화국 |
| 19  | 2008 | 마드리드         | 스페인           |
| 20  | 2011 | 도하             | 카타르           |
| 21  | 2014 | 모스크바         | 러시아           |